# Manly Council
Manly Council is een Local Government Area (LGA) in de Australische deelstaat New South Wales.

## Zustersteden
Manly onderhoudt een stedenband met diverse andere steden. De nadruk ligt daarbij op de band met Taito (Tokio); er vinden jaarlijks 'goodwill tours' plaats en er is een populair uitwisselingsprogramma voor middelbare scholieren opgezet tussen beide steden.
- Taito, Japan
- Jing'an, China
- Bath, Verenigd Koninkrijk
- Haeundae, Zuid-Korea

Manly heeft daarnaast ook nog twee "vriendschapssteden":
- Odawara, Japan
- Gunnedah, New South Wales